# Velino
Velino (bulgariska: Велино) är ett distrikt i Bulgarien.   Det ligger i kommunen Obsjtina Sjumen och regionen Sjumen, i den nordöstra delen av landet, 300 km öster om huvudstaden Sofia.
Trakten runt Velino består till största delen av jordbruksmark. Runt Velino är det ganska tätbefolkat, med 149 invånare per kvadratkilometer.